# Лысик, Евгений Никитович
Евгений Никитович Лысик (1930—1991) — советский украинский театральный художник.

## Биография

Памятник на могиле художника Е. Лысика на Лычаковском кладбище

Родился 21 сентября 1930 года в селе Шнырев Львовской области Украинской ССР СССР. Учился в Львовском институте прикладного и декоративного искусства (ученик Р. И. Сельского). Отчислен из института в 1959 году в разгар антиабстракционистской кампании. Через год восстановлен, однако идеологическое давление на художника продолжалось. В 1961 году окончил обучение. От того же года работал в Львовском оперном театре (от 1967 года — главный художник). Как сценограф

 оформил около 100 театральных декораций.
Умер 4 мая 1991 года. Похоронен во Львове на Лычаковском кладбище, поле № 67. В 2005 году на могиле установлен памятник авторства скульптора Романа Петрука и архитектора Константина Присяжного. Начиная с 1992 года во Львовской политехе студентами создана серия экспериментальных проектов «Дома Лысика» — выставочного помещения для хранения и экспонирования художественного наследия художника.

## Спектакли
- «Золотой обруч» Б. Н. Лятошинского (1971).
- «Вий» В. С. Губаренко (1985).
- «Щелкунчик» П. И. Чайковского (1986).
- «Сотворение мира» А. П. Петрова (1987).
- «Спартак» А. И. Хачатуряна (1987).
- «Дон Жуан» В. А. Моцарта (1987; ЛАТОБ имени С. М. Кирова).
- «Ромео и Джульетта» С. С. Прокофьева (1988).

Также ставил спектакли в музыкальных театрах Турции, Югославии, Польши, Чехословакии.

## Кино
Оформил фильм «Даниил, князь Галицкий» (1987, совместно с соавторами)

## Награды и премии
- народный художник УССР (1975)
- Государственная премия УССР имени Т. Г. Шевченко (1971) — за оперный спектакль «Золотой обруч» Б. Н. Лятошинского, поставленный на сцене Львовского ГАТОБ имени И. Я. Франко
- Областная премия имени А. Гаврилюка (1967)[3].